# Teorema de imersão de Nash
Os teoremas de imersão de Nash, chamados assim em homenagem a John Forbes Nash, estabelecem que cada variedade de Riemann pode ser isometricamente imersa em um espaço euclidiano Rn.
"Isometricamente" significa "preservando o comprimento das curvas". Este teorema estabelece que cada variedade Riemanniana pode ser visualizada como uma subvariedade do espaço euclidiano.
O primeiro teorema é para funções de classe C1, sendo que o segundo é para funções analíticas ou de classe Ck, 3 ≤ k ≤ ∞. Ambos teoremas são muito diferentes entre si.
A demonstração do primeiro é bastante simples; e a do segundo é muito técnica, apesar do resultado não ser absolutamente inesperado.
O teorema para funções C1 foi publicado em 1954; o teorema para funções Ck em 1956; e o caso para funções analíticas em 1966 por John Forbes Nash.